# Петровский, Леонид Григорьевич
Леони́д Григо́рьевич Петро́вский (30 мая (12 июня) 1897 года, Щербиновский рудник, Бахмутский уезд, Екатеринославская губерния, ныне город Торецк, Донецкая область — 17 августа 1941 года, Старая Рудня, Жлобинский район, Гомельская область) — советский военачальник, генерал-лейтенант (31 июля 1941).

## Начальная биография
Леонид Григорьевич Петровский родился 30 мая (12 июня) 1897 года в посёлке Щербиновский рудник Екатеринославской губернии в семье Г. И. Петровского. Брат — П. Г. Петровский (1899—1941), советский партийный и государственный деятель.
В 1916 году вступил в ряды РСДРП(б).

## Военная служба

### Первая мировая и гражданская войны
В марте 1917 года был призван в ряды Русской императорской армии и направлен на учёбу в Ораниенбаумскую школу прапорщиков, после окончания которой в июне назначен на должность младшего офицера роты в 1-м запасном пулемётном полку, дислоцированном в Петрограде, а 27 октября — на должность командира роты.
В ноябре 1917 года вступил в отряд Красной гвардии, после чего принимал участие в ходе штурма Зимнего дворца. В декабре того же года назначен на должность командира взвода красногвардейского отряда, преобразованного вскоре в 1-й пулемётный социалистический полк. Участвовал в боевых действиях против германских войск на Северном фронте под Ямбургом.
В феврале 1918 года был призван в ряды РККА. С 30 июля по 2 декабря того же года командовал 1-м Саранским полком (1-я Инзенская дивизия), во главе которого принимал участие в боевых действиях на Восточном фронте против войск под командованием А. В. Колчака.
23 мая 1919 года направлен на Южный фронт, где служил на должностях начальника штаба 1-й бригады (37-я стрелковая дивизия, 10-я армия, начальника разведки и начальника штаба 2-й кавалерийской бригады (6-я кавалерийская дивизия), а с 12 июля по 10 октября временно командовал бригадой. Принимал участие в боевых действиях против войск под командованием А. И. Деникина.
С мая 1920 года Петровский принимал участие в боевых действиях в ходе советско-польской войны в составе 16-й армии (Западный фронт); 5 июля назначен на должность начальника оперативного отдела армии, 17 июля — на должность старшего помощника начальника штаба 8-й стрелковой дивизии, 9 августа — на должность начальника штаба этой же дивизии, а 15 сентября — на должность командира 72-го стрелкового полка этой же дивизии. В ноябре был тяжело ранен, после чего взят в плен в районе города Лунинец, после чего содержался в Брест-Литовском лагере. В апреле 1921 года в ходе кампании по обмену пленными вернулся в РСФСР.

### Межвоенное время
В апреле 1921 года Петровский был направлен на учёбу в Военную академию РККА, которую окончил 20 октября 1922 года с оценкой «удовлетворительно», после чего служил на должностях командира стрелкового батальона в составе 31-го стрелкового полка (Петроградский военный округ) и 15-го стрелкового полка (Западный фронт). В январе 1924 года назначен на должность командира 87-го стрелкового полка, в марте 1925 года — на должность командира 15-го стрелкового полка (Белорусский военный округ), а в ноябре 1926 года — на должность начальника штаба 74-й стрелковой дивизии (Северокавказский военный округ), дислоцированной в Краснодаре.
После окончания курсов усовершенствования высшего начальствующего состава при Военной академии имени М. В. Фрунзе в ноябре 1928 года был назначен на должность командира 6-й стрелковой дивизии, а в декабре 1930 года — на должность командира 14-й кавалерийской дивизии. После окончания Военной академии имени М. В. Фрунзе в 1932 году вернулся на прежнюю должность.
20 декабря 1934 года Петровский назначен на должность командира 1-й Московской Пролетарской стрелковой дивизии (Московский военный округ), в мае 1937 года — на должность командира 5-го стрелкового корпуса (Белорусский военный округ), 28 ноября того же года — на должность командующего Среднеазиатским военным округом, а в марте 1938 года — на должность члена Военного Совета и заместителя командующего Московским военным округом, однако с мая того же года находился в распоряжении Управления по комначсоставу РККА. 29 ноября был уволен из рядов РККА, после чего находился под следствием в органах НКВД, однако не был арестован.
В августе 1940 года дело было прекращено и 28 ноября того же года Петровский по ходатайству С. К. Тимошенко восстановлен в кадрах РККА и в звании, после чего назначен на должность командира 63-го стрелкового корпуса (21-я армия).

### Великая Отечественная война
С началом войны корпус был передислоцирован на Западное направление, где включён в состав 21-й армии (Центральный фронт), после чего в июле 1941 года принимал участие в ходе боевых действий по контрнаступлению по направлению на Бобруйск, во время которого занял Жлобин и Рогачёв (за что по приказу Сталина повышен в звании до генерал-лейтенанта и был произведен первый артиллерийский салют в Москве - 1. Комкор и генерал-лейтенант это разные линейки званий. Поэтому нельзя повысить комкора, присвоив ему генерал-лейтенанта. Это результат аттестации в новой линейке званий. 2 - первый салют был произведен в августе 1943 г ). В августе вследствие контрудара противника корпус попал в окружение. 13 августа 1941 года Петровский был назначен на должность командующего 21-й армией (приказ был доставлен ему на самолёте), однако обратился к командованию с просьбой отсрочить его назначение до вывода корпуса из окружения.
Участник тех событий, Г. Д. Пласков, начальник артиллерии корпуса, в своей книге «Под грохот канонады» так описывает обстоятельства последнего боя Л. Г. Петровского:

17 августа в 3.00 был дан сигнал атаки. В первых шеренгах атакующих шел командир корпуса. Воодушевленные личным примером командиров, подразделения двинулись вперед. И гитлеровцы, не выдержав натиска, отступили. Отразив все контратаки немцев и расширяя прорыв, Петровский повёл главные силы корпуса на юго-запад. Тем временем в лесу, восточнее станции Хальч, 154-я дивизия вела напряжённейшие бои с фашистами, стремившимися отрезать нашим частям пути отхода. Дивизия не только прикрыла тылы и фланг отступающего корпуса, но и сумела прорвать вражеское кольцо в этом районе. Петровский поспешил сюда, чтобы помочь развить успех. Командир 154-й дивизии генерал Я. С. Фоканов и другие товарищи отговаривали Леонида Григорьевича делать это, советовали следовать за главными силами. Но он был непреклонен: «Мне здесь уже делать нечего, самое страшное миновало».
Оставаясь с прикрывающими частями, Петровский бесстрашно вёл их в бой. Это был человек большой силы воли и величайшей энергии. Его всегда видели в самых решающих местах.

По общепринятой советской версии, в ходе выхода из окружения 17 августа 1941 года генерал-лейтенант Леонид Григорьевич Петровский был смертельно ранен в бою в районе между селами Руденка и Скепня (Жлобинский район, Гомельская область). В том бою погибло более 50 человек, в том числе Герой Советского Союза Ф. А. Баталов. Все они похоронены в братской могиле на западной окраине села Скепни. Однако смертельно раненного генерала Петровского бойцы на руках вынесли к деревне Руденка, где он скончался и был похоронен в 1 км от деревни. В мемуарах Маршала Советского Союза А. И. Ерёменко приводится устный рассказ вышедшего из окружения командира 154-й стрелковой дивизии полковника Я. С. Фоканова об обстоятельствах гибели Л. Г. Петровского, но этот рассказ совершенно неправдоподобный: якобы Петровский погиб, попав в немецкую засаду, причем половина немцев якобы была одета в красноармейскую форму, а вторая половина — в женское платье.
По германской версии (немецкий подполковник, участник этих событий, попал в 1945 году в советский плен и дал подробные показания о последних боях 63 ск и о гибели Л. Г. Петровского), выделенные в патруль два солдата вермахта обнаружили легковой автомобиль, из-за которого по ним советский офицер открыл огонь из пистолета и застрелил одного солдата. Второй немецкий солдат успел открыть ответную стрельбу и застрелил старшего командира РККА, забрал с погибшего шинель и принёс в штаб, где офицеры определили на ней знаки различия генерал-лейтенанта. Срочно к месту перестрелки прибыли несколько немецких офицеров, нашедшие на трупе удостоверение личности Л. Г. Петровского, а недалеко полевую сумку с картой и документами. Пленённый начальник штаба корпуса Фейгин также опознал генерала. Командир 487-го пехотного полка вермахта полковник Хэкер приказал захоронить тело, установив на могиле крест с надписью: "Здесь покоится командир корпуса генерал Леонид  Петровский". При эксгумации тела в 1944 году было высказано предположение, что Л. Г. Петровский застрелился, поскольку в черепе в районе виска было обнаружено пулевое отверстие, но установить достоверно, сделан ли этот выстрел в голову в упор или с большого расстояния, эксперт не смог.
После освобождения Жлобинского района могила Л. Г. Петровского была разыскана и 13 июня 1944 года он был с воинскими почестями и в присутствии привезённых самолётом родителей перезахоронен на братском кладбище села Старая Рудня.

## Воинские звания
- Комдив (26.11.1935)[13];
- Комкор (28.11.1937)[14];
- Генерал-лейтенант (31.07.1941)[15].

## Награды
- Орден Красного Знамени (22.02.1938[16]).
- Орден Красной Звезды (28.12.1936).
- Орден Отечественной войны I степени (6.05.1965, посмертно)[3][17].
- Юбилейная медаль «XX лет Рабоче-Крестьянской Красной Армии» (22.02.1938).
- Звание «Почётный гражданин города Жлобин» (присвоено апрель 1999 года)[18].

## Память
- Одна из улиц белорусского Жлобина названа в честь Л. Г. Петровского[19].
- На месте гибели Л. Г. Петровского установлен памятный знак[20].
- Братская могила, в которой в том числе похоронен Петровский Л. Г., и постамент с бюстом Петровскому Л. Г. в деревне Старая Рудня Жлобинского района Гомельской области Беларуси.
- Имя Л. Г. Петровского присвоено улице в деревне Старая Рудня Жлобинского района Гомельской области.
- В июле 2023 года в Жлобине открыт мурал генералу Л. Г. Петровскому[21].

## Киновоплощение
В кинофильме 1985 года «Битва за Москву» (фильм 1 («Агрессия»), 2 серия) образ военачальника воплотил народный артист СССР Ю. В. Яковлев. Эти же кадры в перемонтированном виде вошли в телесериал «Трагедия века» (1993).
Также показан в мини-сериале «Последний бронепоезд» (2006).